# Pseudosphex joinvillea
Pseudosphex joinvillea är en fjärilsart som beskrevs av Max Wilhelm Karl Draudt 1931. Pseudosphex joinvillea ingår i släktet Pseudosphex och familjen björnspinnare. Inga underarter finns listade.